# ادمون ژابس
ادمون ژابِس (فرانسوی: [ʒabɛs]; فرانسوی: Edmond Jabès‎; عبری: אדמון ז'אבס‎، عربی: إدمون جابيس; زادهٔ ۱۶ آوریل ۱۹۱۲ در قاهره، از یک خانوادهٔ یهودی فرانسوی زبان، نویسنده و شاعر قرن بیستم میلادی اهل فرانسه است.
ژابس که با آلبر کوسری و آندره شدید و شمار قابل توجهی از شاعران و نویسندگان فرانسوی دوستی و مراودت داشت، و صاحب آثار بسیاری به فرانسه و نیز جوایز متعدد ادبی شد، در ۱۹۶۷ ملیت فرانسوی پیدا کرد. او در روز ۲ ژانویه ۱۹۹۱ در پاریس درگذشت.